# Облога Родоса (1480)
Друга облога Родоса — облога міста Родос військами Османської імперії на чолі з султаном Мехметом II Завойовником в 1480 році.

## Передумови
Родоський замок раніше успішно витримав облогу 1444 року. 1470 року населення сусіднього острова Тілос покинуло його після нападів з боку Османської імперії. Більшість переселилося на Родос. 1475 року на Родос переїхало також населення Халки.
У 1479 році укладанням мирної Константинопольської угоди закінчилась довготривала Перша османсько-венеційська війна (1463-1470). За результатами війни османський флот Мехмета Завойовника став панівною силою в Егейському морі і після укладання миру з венеційцями і забезпечення нейтралітету з їх боку у можливих конфліктах на морі, єдиним супротивником османів у Східному Середземномор'ї залишалися родоські лицарі-госпітальєри. 

## Облога
23 травня 1480 року османський флот підійшов до Родоса. Чисельність османської армії оцінюється від 15-25 тис. до 70 тис. осіб і 160 кораблів, тоді як Родоську фортецю захищало близько 500 лицарів-госпітальєрів та їх зброєносців і 2-3 тисячі солдатів та ополченців. Максимальна чисельність захисників острова оцінюється в 7 тисяч.
Першою стратегічною метою у османів було захопити форт Святого Миколая, що охороняв вхід до морської гавані. Є свідчення, що османська артилерія завдавала по фортеці до 1000 гарматних пострілів на добу, але під командуванням П'єра д'Обюссона захисникам вдалося встояти. Другу спробу захопити місто було зроблено зі сходу з боку затоки Акандія. Але оборонцям вдалося вирити рів з внутрішньої сторони та побудувати нові захисні споруди. Після битви з численними втратами лицарям та ополченцям вдалося встояти й цього разу.
27 липня відбувся вирішальний штурм. Близько 2,5 тис. яничарів вдалося захопити Італійську вежу і прорватись до єврейського кварталу міста. Османське військо вступило в місто, але втратило до 4 тисяч у вуличних боях і врешті-решт було змушене відступити. Великий магістр ордена в цій битві зазнав поранення списом.

## Наслідки
17 серпня 1480 року османський флот залишив води Родоса. Велика частина османських сил, що брали участь в облозі Родоса були перекинуті в Апулію в Італії, де взяли участь в успішному завоюванні міста Отранто. Мехмед II планував взяти Родос пізніше, але 1481 року він помер і в Османській імперії почалась внутрішня боротьба за трон між його спадкоємцями. Острів залишився за госпітальєрами ще на 42 роки, до його втрати внаслідок облоги Родоса в 1522 році.